# Captain Kidd, Jr.

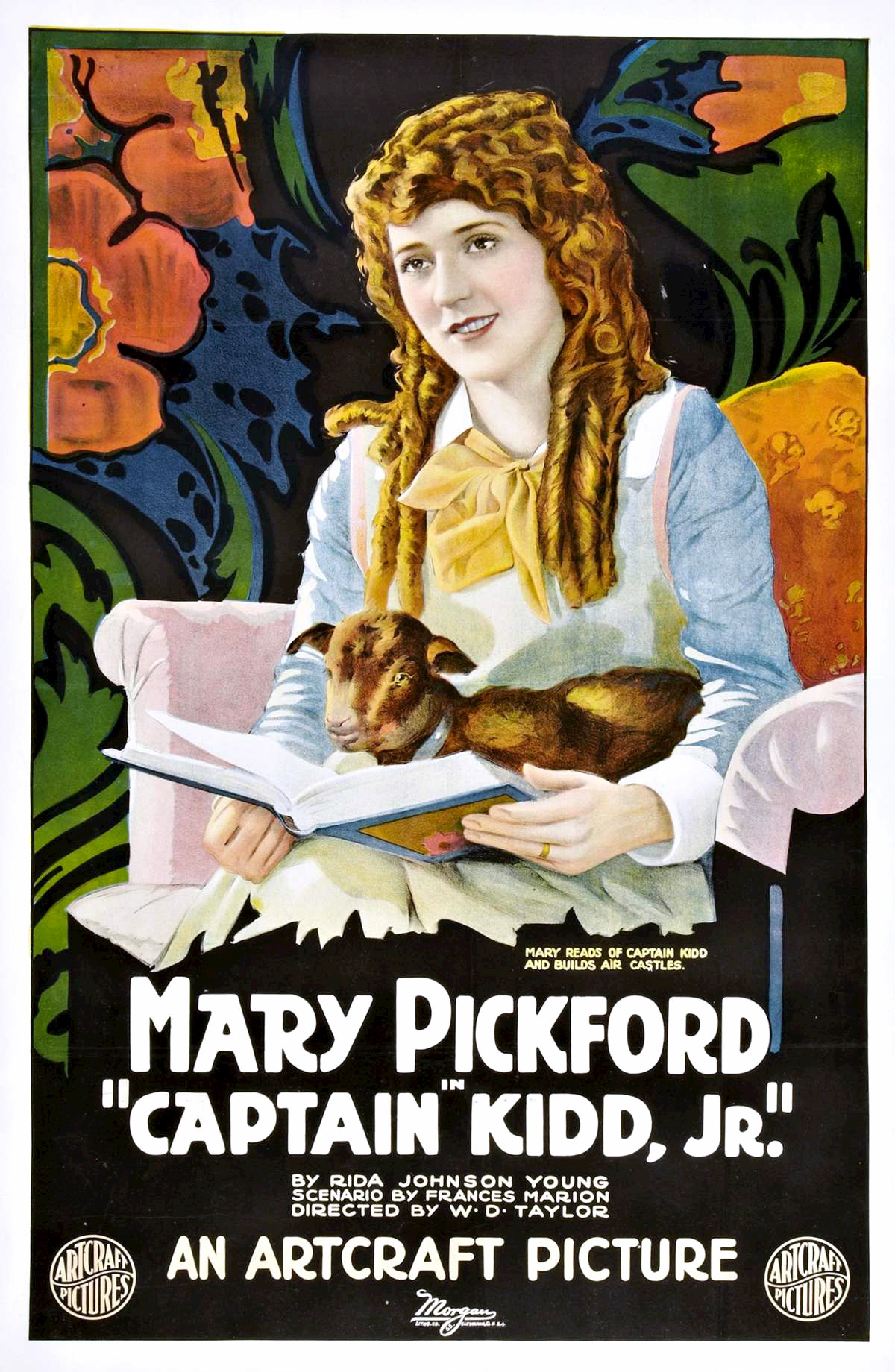
Filmposter

Captain Kidd, Jr. is een stomme film uit 1919 onder regie van William Desmond Taylor. Het script werd geschreven door Frances Marion. De film heeft Mary Pickford in de hoofdrol.

## Rolverdeling
| Acteur                      | Personage          |
| --------------------------- | ------------------ |
| Mary Pickford               | Mary MacTavish     |
| Douglas MacLean             | Jim Gleason        |
| Spottiswoode Aitken         | Angus MacTavish    |
| Robert Gordon               | Willie Carleton    |
| Winter Hall                 | John Brent         |
| Marcia Manon- Marion Fisher |                    |
| Victor Potel                | Sam, the constable |
| Vin Moore                   | Luella Butterfield |
| Clarence Geldart            | David Grayson      |
| William Hutchinson          | Lemuel Butterfield |